# Ранник гранітний
Ра́нник грані́тний (Scrophularia granitica) — рідкісна рослина родини ранникових. Вузький ендемік України, занесений до Червоної книги України у статусі «Недостатньо відомий». Вид відкритий українськими ботаніками Михайлом Клоковим та Аллою Красновою у 1981 році, жодних субтаксонів у його складі не описано.

## Опис
Напівчагарничок заввишки 33-50 см, хамефіт. Усі надземні органи рослини, окрім віночка, вкриті дрібними білуватими залозистими волосками. Стебла численні, прямостоячі, прості або ледь розгалужені, густо улиснені до самого верха. Черешки завдовжки 0,5-1,8 см. Листки супротивні, яйцеподібноланцетні або видовжені, завдовжки 1,2-7 см, завширшки 0,4-1,5 см, по краю надрізані на 4-5 лопатей, та неправильно гострозубчасті (з 5-10 зубцями), розсіяно опушені з обох боків, причому опушення більш виражене по краях та уздовж жилок.
Суцвіття — складна волоть 10-25 см завдовжки, складена з 2-5-квіткових півзонтиків. Приквітки лінійні, завдовжки 3-5 мм. Квітконіжки густо залозисті, завдовжки 3-5 мм. Чашечка завдовжки 1,5-2 мм, розсіяно залозистоопушена, із заокругленими, по краю білуватоплівчастими нерівномірнозубчастими лопатями 0,25-0,28 мм завширшки. Віночок п'ятичленний, червоно-темно-бурий, 3-4 мм завдовжки, 2-3 мм завширшки; лопаті його верхньої губи більші за лопаті нижньої. Тичинкові нитки зализисті, стамінодій видовжений, залозистий, його довжина втричі більша за ширину. Стовпчик у 4-4,5 рази довший за майже кулясту зав'язь. Плід — жовтувато-бура куляста гола коробочка з коротким носиком, її ширина становить близько 2,5 мм. Насінини видовжені, ледь зігнуті, чорнуваті, завдовжки 1,5-2 мм, завширшки 0,5-1 мм.

## Екологія та поширення
Рослина помірно морозостійка, посухостійка, світлолюбна. Зростає лише на осипищах сланців та відслоненнях гранітів. Входить до складу петрофітно-степових угруповань класу Sedo-Scleranthetea.
Розмножується насінням. Квітне у травні-липні. Плодоносить у липні-серпні.
Ареал ранника гранітного не виходить за межі України, де він поширений лише на теренах Луганської та Донецької областей, таким чином ця рослина належить до вузьких ендеміків. Описані популяції розташовані на Приазовській височині в середній течії річки Кальміус поміж селами Гранітне та Староласпа, а також на Донецькому кряжі уздовж річки Нагольна (поблизу смт Нагольно-Тарасівка).

## Значення і статус виду
Ранник гранітний становить наукову цінність як рідкісна та малодосліджена рослина. Враховуючи невелику площу, зайняту його популяціями, вид вважається уразливим. Для його охорони необхідно заборонити порушення середовища у місцях зростання (зокрема, випасання худоби та розробку кар'єрів), дослідити розмноження у природі, створити заказники. Спроби культивувати ранник гранітний в Донецькому ботанічному саду були невдалими, хоча вид має досить високі декоративні якості.